# (6870) Pauldavies
(6870) Pauldavies est un astéroïde de la ceinture principale, de la famille de Hungaria.

## Description
(6870) Pauldavies est un astéroïde de la ceinture principale, de la famille de Hungaria. Il fut nommé en honneur de physicien Paul Davies. Il présente une orbite caractérisée par un demi-grand axe de 1,93 UA, une excentricité de 0,11 et une inclinaison de 24,9° par rapport à l'écliptique.

## Compléments